# Протесты в Венесуэле (2013)
Акции протеста в Венесуэле — в 2013 году начались после официального объявления итогов президентских выборов.
Кандидат от оппозиционной партии «Круглый стол демократического единства» Энрике Каприлес отказался признать итоги выборов. Он посчитал результаты сфальсифицированными в пользу своего оппонента, а власть в Венесуэле — «ещё менее легитимной, чем при Чавесе». Также Каприлес потребовал пересчёта голосов. Его требования были поддержаны США и Организацией американских государств.
После того, как Национальный избирательный совет 15 апреля подтвердил победу на выборах Мадуро, тысячи сторонников Каприлеса вышли на улицы в столице Венесуэлы. Демонстранты обвинили власти страны в фальсификации итогов выборов и потребовали пересчета голосов. Чтобы разогнать толпу в одной из частей города, полиция применяла слезоточивый газ. В ходе последовавших столкновений 7 человек погибли и 60 пострадали, арестованы 135 подозреваемых участников беспорядков (на 17 апреля).